# Bochra Belhaj Hmida
Pour les articles homonymes, voir Belhaj.
Bochra Belhaj Hmida (arabe : بشرى بلحاج حميدة), née à Zaghouan, est une avocate et femme politique tunisienne.

## Biographie
Bochra Belhaj Hmida naît à Zaghouan. Elle obtient un diplôme d'études supérieures en droit, devient avocate en 1981, puis co-fonde l'Association tunisienne des femmes démocrates en 1989 et la préside de 1995 à 2001.
En 2012, elle est l'avocate d'une jeune femme violée par des policiers. Le gouvernement, dominé alors par les islamistes d'Ennahdha, en est, selon elle, responsable « moralement et politiquement ».
En 2011, elle rejoint le parti Ettakatol et se présente à l'élection constituante en tant que tête de liste dans la circonscription de Zaghouan, mais elle n'est pas élue à l'Assemblée constituante.  Membre du comité exécutif du parti Nidaa Tounes dès septembre 2012, elle est élue lors des élections législatives du 26 octobre 2014 à l'Assemblée des représentants du peuple, pour la deuxième circonscription de Tunis. Elle continue dans le cadre de ce mandat à s'impliquer notamment pour une évolutions des droits des Tunisiennes.
Bochra Belhaj Hmida est également la présidente de la Commission des libertés individuelles et de l'égalité (Colibe), créée par le président de la République tunisienne Béji Caïd Essebsi le 13 août 2017 pour préparer un rapport concernant les réformes législatives relatives aux libertés individuelles et l'égalité conformément à la Constitution de 2014 et aux normes internationales des droits humains. En tant que présidente du Colibe, elle pilote la proposition de réforme de l'héritage entre hommes et femmes, qui suscite un intense débat en Tunisie avant sa discussion prévue en 2019,.
Le 24 décembre 2021, elle est condamnée par contumace à six mois de prison par la chambre correctionnelle près le tribunal de première instance de Tunis, à la suite d'une plainte déposée en 2012 par l'ancien ministre Tarak Dhiab, en raison d'une déclaration l'accusant de corruption. Le 3 mai 2023, le régime du président Kaïs Saïed tente de l'intimider, ainsi que d'autres avocats et personnalités (Ayachi Hammami, Ahmed Néjib Chebbi et Noureddine Bhiri notamment), par l'ouverture d'une enquête sur un complot contre l'État.

## Distinctions
Le 13 août 2018, elle est décorée des insignes de commandeur de l'ordre de la République tunisienne, remis par le président de la République tunisienne à l'occasion de la Journée nationale de la femme. Le 27 septembre de la même année, elle est distinguée par le prix « Héroïne de la campagne globale contre l'extrémisme et l'intolérance » décerné par la fondation Global Hope Coalition. Elle est également choisie par la presse tunisienne comme la personnalité politique de l'année 2018. En 2019, elle se voit décerner le prix Fatima al-Fihriya en reconnaissance de son implication dans le processus des libertés individuelles et de l'égalité en Tunisie.